# Kamjanyj Brid (obwód czerkaski)
Kamjanyj Brid (ukr. Кам'яний Брід) – wieś na Ukrainie, w obwodzie czerkaskim, w rejonie zwinogródzkim, w hromadzie Bużanka. W 2001 liczyła 1021 mieszkańców, spośród których 1014 wskazało jako ojczysty język ukraiński, 5 rosyjski, 1 mołdawski, a 1 inny.